# Whitfield (Northamptonshire)
Whitfield es un pueblo y una parroquia civil del distrito de South Northamptonshire, en el condado de Northamptonshire (Inglaterra).

## Demografía
Según el censo de 2001, Whitfield tenía 215 habitantes (107 varones y 108 mujeres). 48 de ellos (22,32%) eran menores de 16 años, 154 (71,63%) tenían entre 16 y 74, y 13 (6,05%) eran mayores de 74. La media de edad era de 37,13 años. De los 167 habitantes de 16 o más años, 37 (22,15%) estaban solteros, 119 (71,26%) casados, y 11 (6,59%) divorciados o viudos. 128 habitantes eran económicamente activos, 125 de ellos (97,66%) empleados y otros 3 (2,34%) desempleados. Había 3 hogares sin ocupar, 82 con residentes y 3 eran alojamientos vacacionales o segundas residencias.
| 217                         | 248 | 297 | 328 | 321 | 326 | - | - | 213 | 193 | 173 | 143 | 159 | 140 | - | 133 | 156 |
| (Fuente: Vision of Britain) |     |     |     |     |     |   |   |     |     |     |     |     |     |   |     |     |